# Na Nach

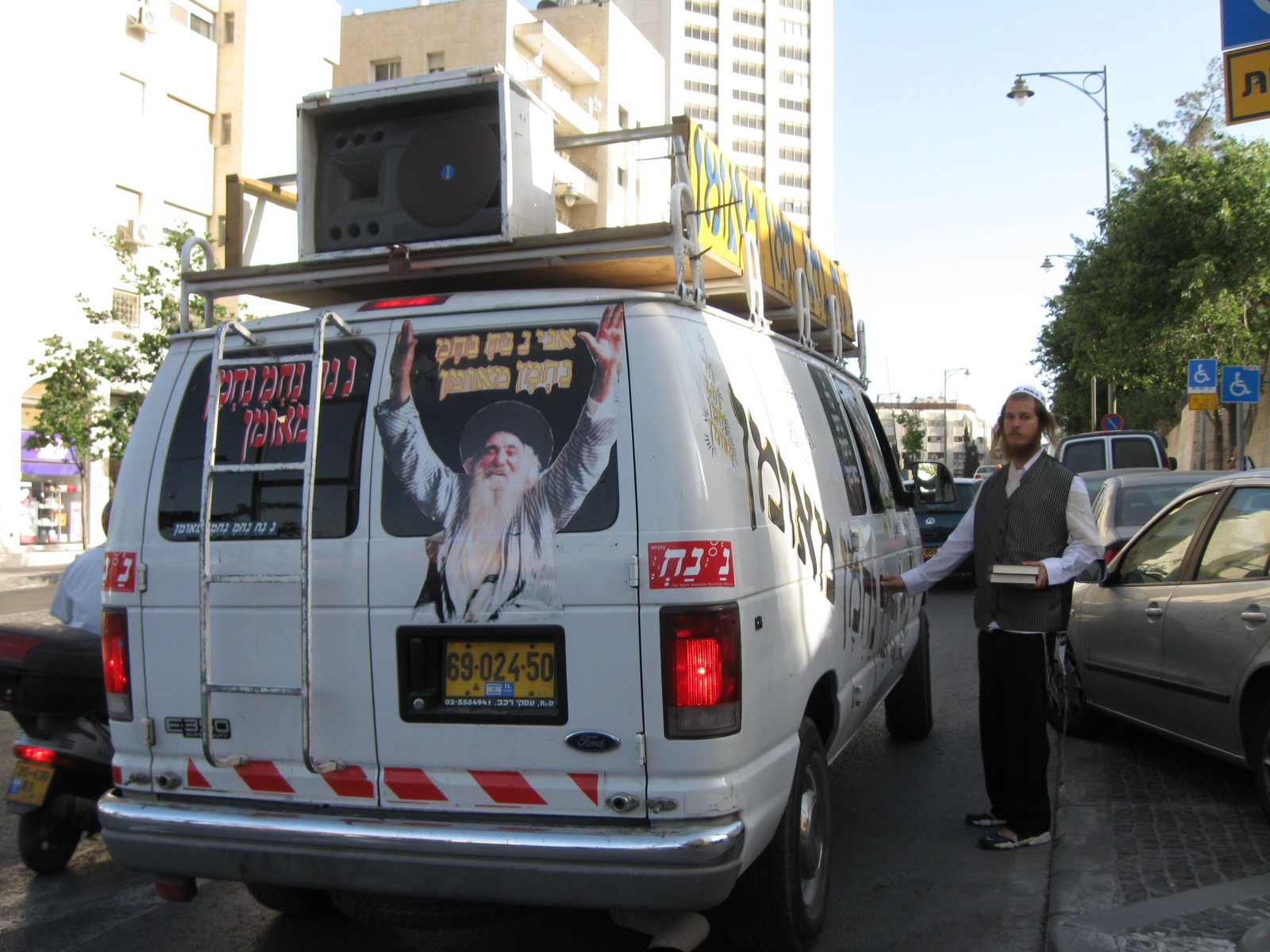
Un Na Nach y una furgoneta con el lema Na Nach Nachma Nachman Meuman, Jerusalén

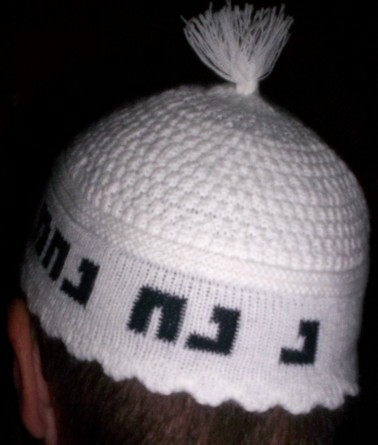
Nachman Kipá

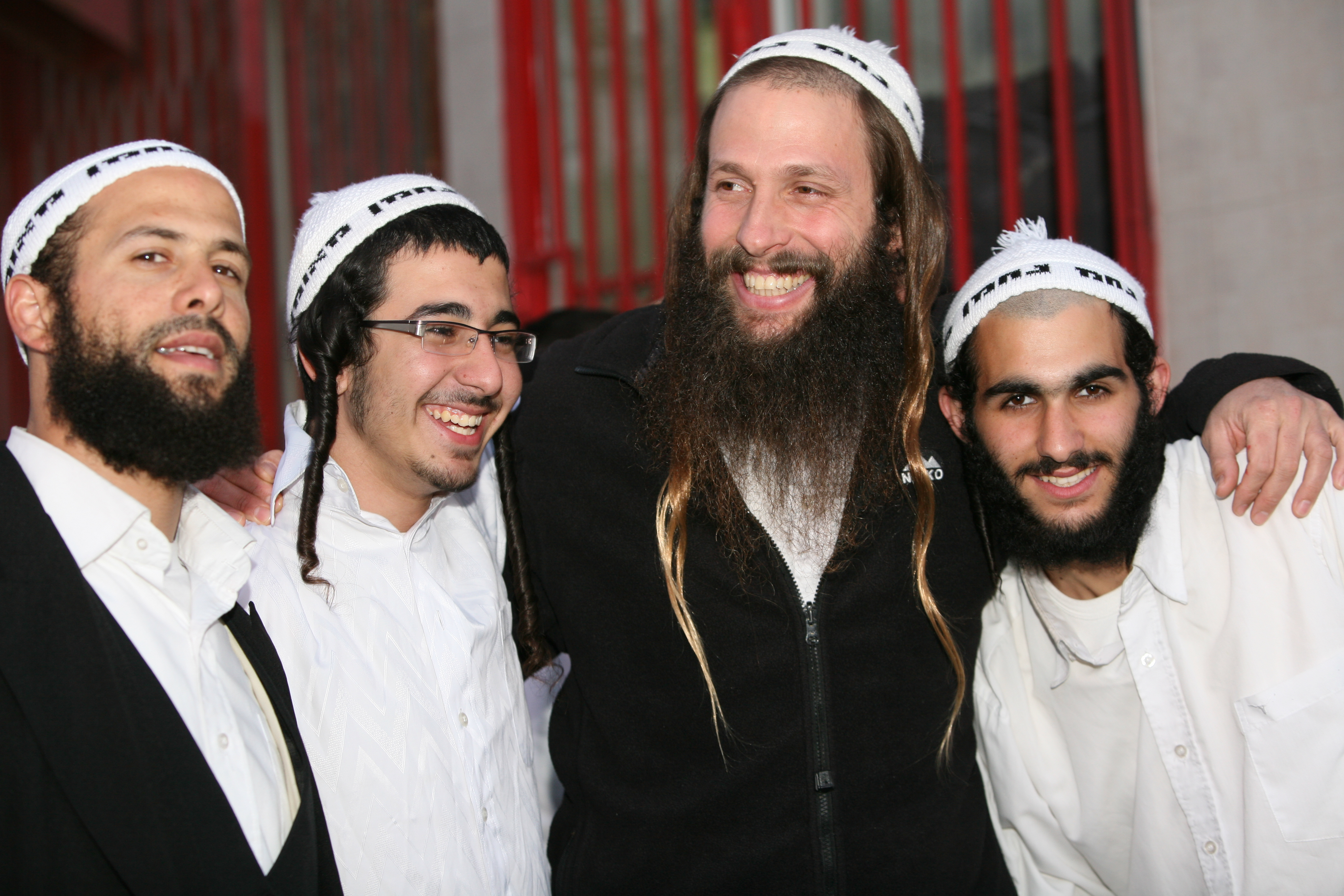
Nachman Kipá

Na Nach es el nombre de un subgrupo de judíos jasídicos de la dinastía jasídica Breslev, que siguen las enseñanzas de Najman de Breslev.

## Historia
Na Nach es  un grupo de jasídicos de la dinastía Breslev, que siguen las enseñanzas de Najman de Breslev, que según la tradición del Rabino Yisroel Ber Odesser, también llamado el Saba (el abuelo) por los Na Nachs. Se cree que Odesser recibió una nota inspiradora, llamada el Petek (la carta), de Najman de Breslev. Los devotos del grupo, coloquialmente llamados los Na Nachs, son bastante visibles en las calles de Tel Aviv, Jerusalén, Safed, Tiberíades, y en otras ciudades israelíes, mientras bailan por encima y alrededor de sus furgonetas, siguiendo el ritmo de la música tecno y la música jasídica, con el objetivo de difundir la alegría a los transeúntes.

## Creencias
La creencia central de este grupo de jasídicos es que la felicidad es clave para una rica relación con d's, y que es su mitzva  difundir esa felicidad a los demás. Los Na Nachs distribuyen su literatura en las aceras de las calles de las ciudades, y cerca de las estaciones de autobuses, a menudo van acompañados de la música a todo volumen. Los Na Nachs se identifican por su gran kipá blanca, que lleva escritas las palabras de la canción de la carta (Petek) que recibió Odesser: las palabras "Na Nach Nachma Nachman Meuman".  "Na Nach Nachma Nachman Meuman" es el nombre de una canción, un mantra cantado por los alumnos y seguidores del Rabbi Nachman o Najman.  Creen que cantando esta canción pueden producirse milagros, que al pronunciar estas palabras, este nombre, se invoca una rectificación colosal para el alma y se efectúa la renovación fiel y sobrenatural del mundo entero. El núcleo de la vida religiosa para el Na Nach es la oración, la alegría y la celebración, por eso cantan, bailan y hacen bromas para sentirse más cerca del Señor. Para ellos, bailar y divertirse con música electrónica es en realidad una cuestión del alma.